# Belém (dzielnica Lizbony)

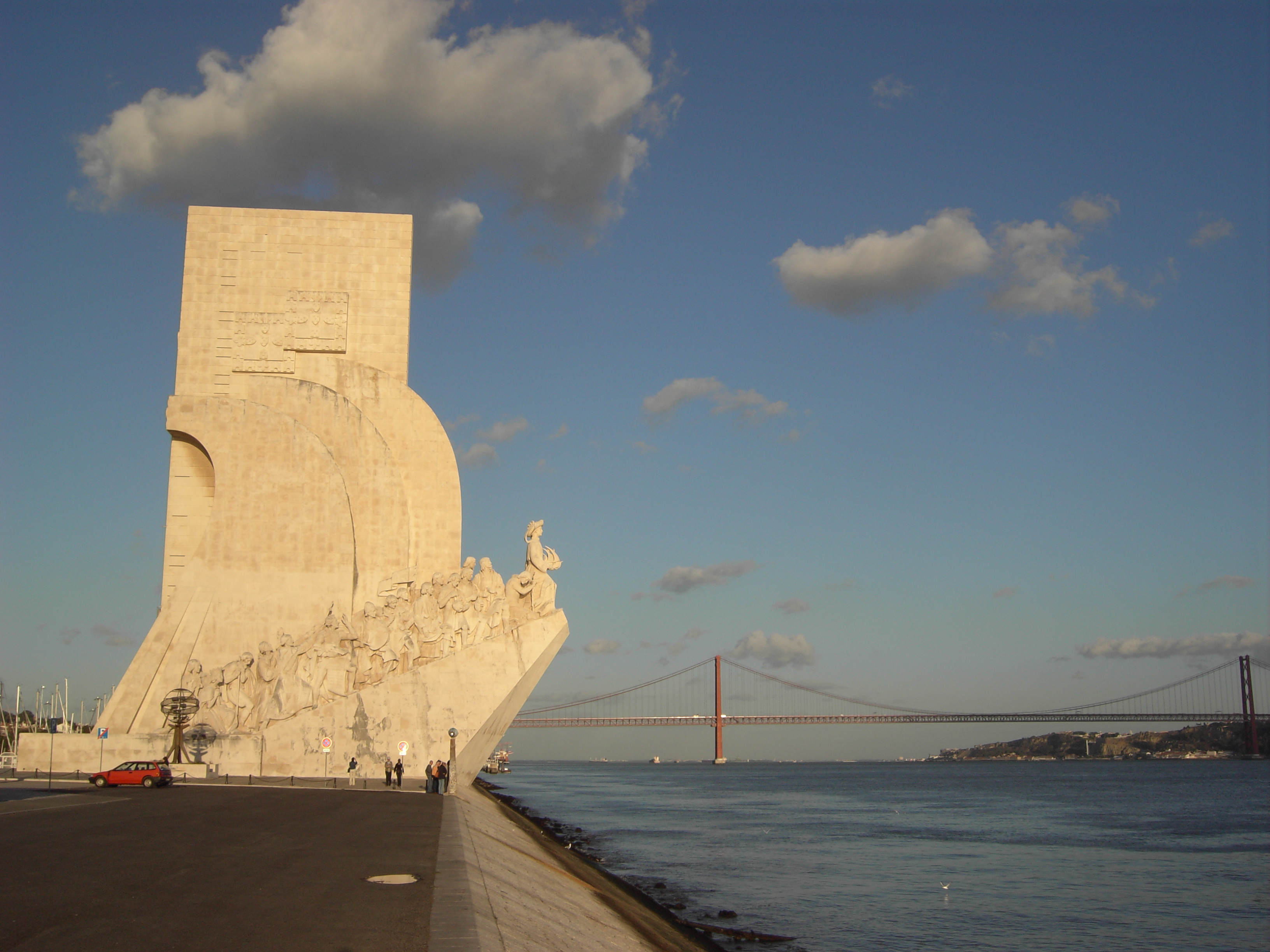
Belém – Pomnik Odkrywców (Padrão dos Descobrimentos), wystawiony w pięćsetną rocznicę śmierci Henryka Żeglarza. W tle kopia mostu Golden Gate, upamiętniająca triumf rewolucji goździków w 1974 roku.

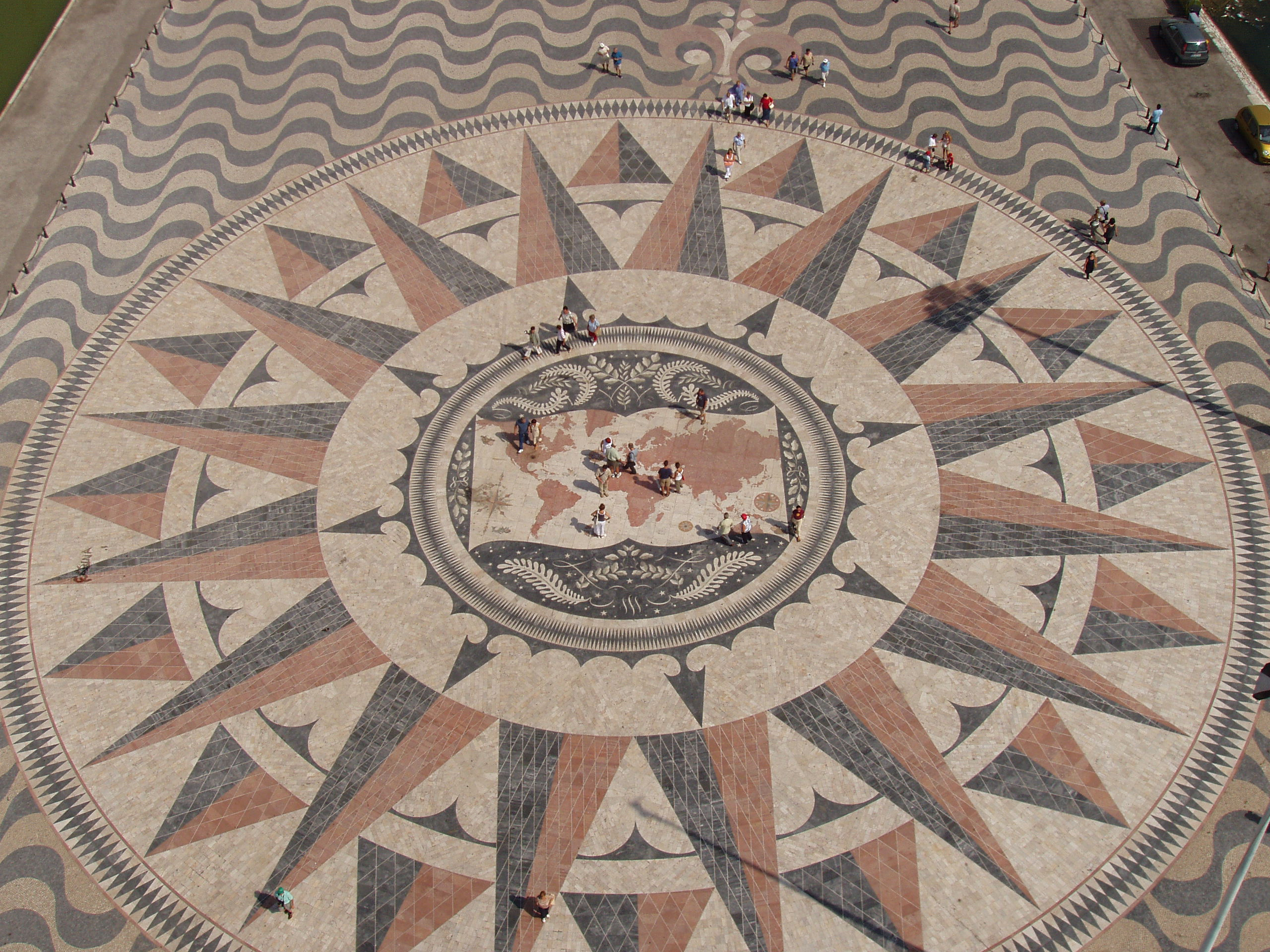
Mozaika świata z zaznaczonymi wyprawami portugalskich żeglarzy. Widok ze szczytu Pomnika Odkrywców.

Santa Maria de Belém (nazwa zazwyczaj skracana jest do Belém) – dzielnica (freguesia), jedno z zachodnich przedmieść Lizbony, położone w pobliżu ujścia Tagu do Oceanu Atlantyckiego i oddalone od centrum miasta o niecałe 6 kilometrów. Według danych z 2001 roku, obszar 2,9 km² zamieszkuje 9752 ludzi. Belém to po portugalsku Betlejem.
Główny port stolicy w czasach świetności portugalskiego imperium kolonialnego. W 1497 wyruszyła stamtąd przełomowa wyprawa Vasco da Gamy. W podzięce za przetarcie morskiego szlaku do Indii postawiono tam w latach 1502–51 wystawny Klasztor Hieronimitów, uważany za szczytowe osiągnięcie architektury manuelińskiej. Klasztor pełni funkcję portugalskiego panteonu – pochowano w nim samego Vasco da Gamę, narodowego wieszcza Luísa de Camões, a także wybitnego poetę modernizmu Fernando Pessoę. W dzielnicy znajduje się również turystyczna wizytówka miasta – Wieża Belém, strzegąca niegdyś wejścia do portu. W wyniku silnego trzęsienia ziemi w 1755 roku, koryto rzeki zmieniło bieg i ta charakterystyczna budowla obecnie zajmuje jej prawy brzeg. Oba zabytki od 1983 roku figurują na Liście światowego dziedzictwa UNESCO.
Spośród pozostałych atrakcji turystycznych w okolicy na uwagę zasługuje XVIII-wieczny Pałac Belém, w którym urzęduje na co dzień prezydent Portugalii. Z Belém wywodzą się oryginalne Pasteis de Belém (w całej Portugalii znane pod nazwą Pastel de Nata), najpopularniejsze portugalskie ciasteczka. Swoją siedzibę ma tam również czterokrotny mistrz kraju w piłce nożnej, CF Belenenses.